# CCC S.A.
CCC S.A. er en polsk detailhandelsvirksomhed. Virksomheden forhandler sko, håndtasker og accessories. CCC blev etableret i 1999 og har hovedkvarter i Polkowice. De har 473 CCC-butikker i Polen, og de fokuserer på Østeuropa og Centraleuropa. De er hovedsponsor for cykelholdet CCC Team.